# Plebisciti dello Schleswig

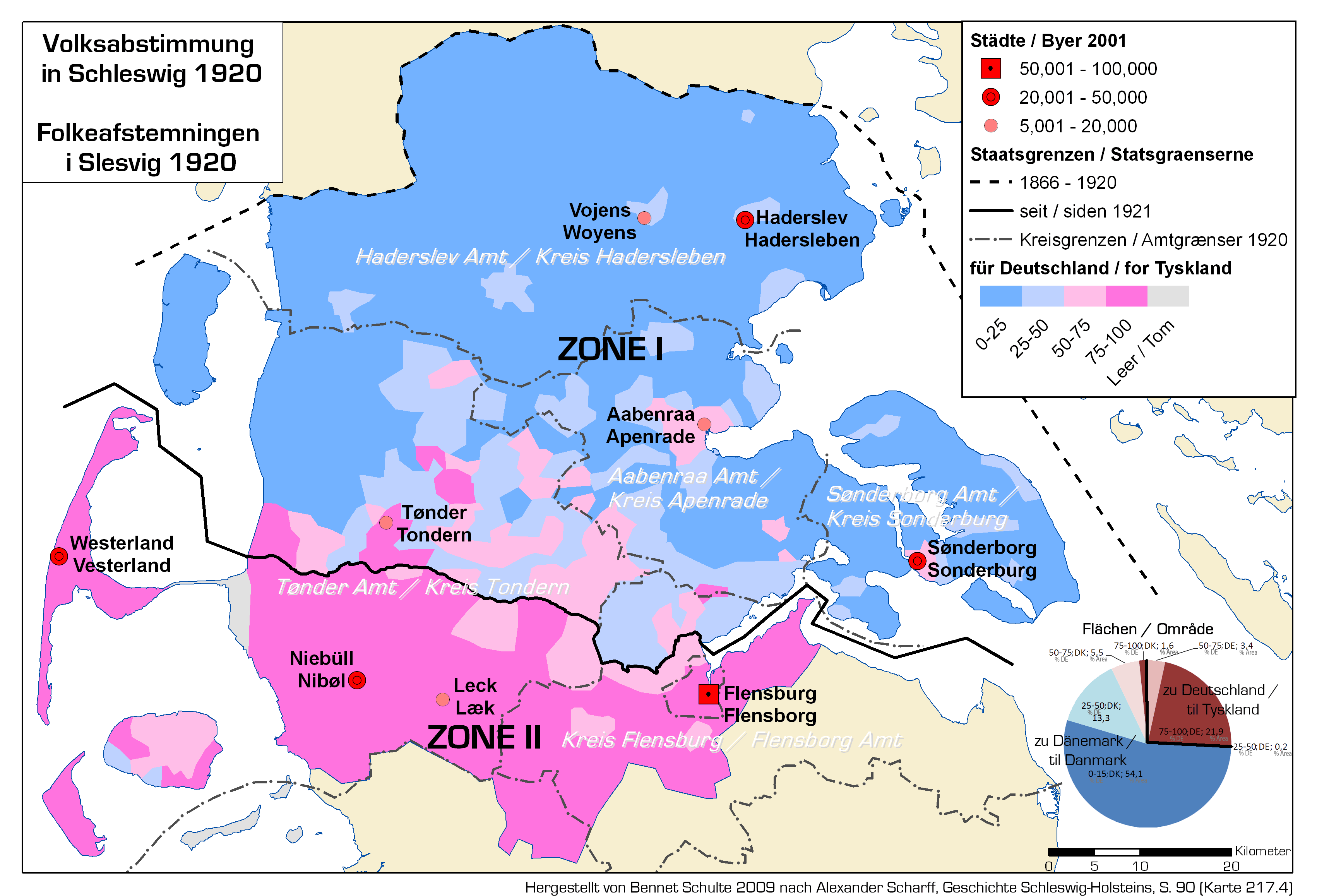
Risultati dei plebisciti

I plebisciti nello Schleswig (Sønderjylland o Slesvig in danese) furono due plebisciti organizzati secondo la sezione XII degli articoli 109 e 114 del Trattato di Versailles del 28 giugno 1919, per stabilire il futuro confine tra la Danimarca e la Germania. La questione fu monitorata da una commissione composta da rappresentanti della Francia, del Regno Unito, della Norvegia e della Svezia.

## Storia
Il ducato danese dello Schleswig era stato conquistato dalla Prussia e dall'Austria nel 1864, nella seconda guerra dello Schleswig, insieme al confinante ducato tedesco dell'Holstein, cui era tradizionalmente unito sotto il dominio della corona  danese. Dopo la fine della guerra, con l'accordo di Gastein, l'amministrazione del primo era stata attribuita alla Prussia, quella del secondo all'Austria. Con l'articolo 5 della successiva pace di Praga, che chiudeva la guerra austro-prussiana del 1866, l'imperatore d'Austria rinunciò a tutti i suoi diritti sullo Schleswig-Holstein, a condizione però che si tenesse un libero plebiscito per dare la possibilità al popolo dello Schleswig settentrionale di optare eventualmente per il ritorno alla corona danese; questo articolo fu tuttavia ignorato dalla Prussia e poi dall'Impero tedesco. Solo la sconfitta della Germania nella prima guerra mondiale rese possibile la celebrazione della consultazione popolare.
Il primo plebiscito si tenne nello Schleswig del Nord il 14 febbraio 1920. La regione (Zona I) votò in blocco e il risultato fu che tre quarti della popolazione decise di tornare sotto la Danimarca, sebbene delle maggioranze tedesche rimanessero in alcune città, come a Tønder e Højer.
Lo Schleswig centrale (Zona II) votò il 14 marzo 1920 e questa volta ogni comune doveva decidere da che parte stare. Poiché una maggioranza danese si manifestò solo nell'isola di Föhr, non allineata col futuro confine, la Commission Internationale de Surveillance du Plébiscite Slésvig decise che il confine tra i due stati sarebbe stato quello tra la Zona I e la Zona II. Non si tenne alcun plebiscito nella parte meridionale della provincia, a netta maggioranza tedesca. Il deludente risultato per la Danimarca, che perse così la città di Flensburgo, causò la crisi di Pasqua del 1920.
Lo Schleswig del Nord ritornò nell'estate del 1920 sotto la Danimarca, e assunse il nome di Jutland meridionale.